# Chemins de fer du Sud-Ouest
La compagnie des Chemins de Fer du Sud-Ouest (CFSO) était une entreprise ferroviaire française concessionnaire du réseau de chemin de fer secondaire créé par le département de Haute-Garonne.

## Historique
La compagnie des Chemins de Fer du Sud-Ouest (CFSO) était l'entreprise concessionnaire de 8 lignes départementales à voie métrique construites  dans le département de la Haute-Garonne, avec quelques sections dans le Gers et l'Ariège. L'ensemble formait un réseau de 411 kilomètres et la concession devait s'achever le 31 décembre 1957
La compagnie des Chemins de Fer du Sud-Ouest, constituée en 1897, se substitue à la Compagnie du Chemin de Fer de Toulouse à Boulogne sur Gesse, qui elle-même avait repris les engagements de Félix Mandement, entrepreneur de travaux publics, qui a obtenu la concession d'un chemin de fer d'intérêt local déclaré d'utilité publique en 1896 devant relier Toulouse à Boulogne-sur-Gesse, par ou près Fonsorbes, Rieumes, Samatan, Lombez, l'Isle-en-Dodon avec embranchement de Fonsorbes à Sainte-Foy-de-Peyrolières par Saint-Lys.
Historiquement, ces lignes de chemins de fer se sont inspirées, pour une partie, par les lignes de la fameuse "Hirondelle des Landes" créée avec cinq assocíés par Joseph Louis Lanafoërt en 1841 - société F. Dutour et Cie - qui mis en place des lignes de diligence - décrite quelques années plus tard par Flaubert dans son roman Madame Bovary - dans tout le Gers, d'abord la ligne Mirande - Mont de Marsan, par Tillac, Marciac, Plaisance, Riscle, Barcelone, Aire, Grenade, puis des lignes secondaires l'Isle-Jourdain-Toulouse, Lombez-Boulogne-sur-Gesse, l'Isle Jourdain-Mauvezin, Mauvezin-Toulouse, Auch-Beaumont, Auch-Port-Sainte-Marie. Ces lignes ont participé grandement au développement économique du Gers et du Sud Ouest sous la Monarchie de Juillet avant qu'elles soient remplacées plus tard par le chemin de fer.
La création de ce réseau est décidée par le département de la Haute-Garonne  à la fin du XIXe siècle sous la pression des habitants qui souhaitaient voir leurs déplacements facilités et permettre le transport des marchandises de manière plus efficace et plus économique.
Le décret du 6 août 1907 promulgué au Journal officiel du 20 août 1907 déclare d'utilité publique plusieurs lignes de tramways, approuve l'établissement de la ligne de tramway de Montesquieu-Volvestre au Mas-d'Azil, autorise les départements de la Haute-Garonne et de l'Ariège à pourvoir à la construction et l'exploitation de cette ligne, approuve les avenants aux conventions passées entre les préfets de la Haute-Garonne et de l'Ariège et la Compagnie de chemin de fer du Sud-ouest concernant la ligne entre Carbonne et Le Mas-d'Azil. 
Le réseau, centré sur les gare de Toulouse-Roguet et Toulouse-Matabiau est construit entre 1880 et 1911.
La création et l'exploitation du réseau étaient subventionnés par le département et l'État : pour la ligne Toulouse-Boulogne-sur-Gesse, financée en totalité par l'entreprise, celle-ci a bénéficié d'une annuité garantie de 2 100 francs/km soit 219 496,51 francs de l'époque. Les autres lignes ont été financées pour les trois quarts par le département et l'État (90 % pour Toulouse-Villemur et Cornebarrieu-Lévignac), qui garantissaient à l'exploitant un revenu de 4 %/an des capitaux investis.
L'entre-deux-guerres est marquée par une forte instabilité économique, avec une forte inflation, l'instauration de lois sociales et la concurrence de plus en plus marquée d'autres modes de transport qui ne finançaient pas leur infrastructure (transports automobiles et autocars collectifs) : les recettes d'exploitation de l'exercice 1926 étaient de 4,3 millions de francs, alors que les dépenses étaient de 7,0 millions, soit un déficit d'exploitation de 2,6 millions de francs, malgré de nombreuses hausses de tarifs en 1918, 1919, 1920 et 1925
Concurrencé par le développement des déplacements automobiles dans l'entre-deux-guerres et l'augmentation de ses coûts d'exploitation (en 1936 sur la ligne de Toulouse à Villemur, les recettes ne correspondent qu'au quart des dépenses), le réseau départemental tente de s'adapter en mettant en service à partir de 1938 des autocars, bien plus rapides, symboles à l'époque de modernité et largement plus économiques pour l'exploitant, et cesse progressivement l'exploitation ferroviaire. 
En 1939 subsistaient seulement 221 km de lignes, soit la moitié du réseau exploité en 1936 : en l’espace de trois ans, les lignes ont été remplacées par des autocars, mais l’exploitation ferroviaire à vapeur reprend ponctuellement pendant la Seconde Guerre mondiale, les autocars comme les autorails ne pouvant plus circuler faute de carburant.
Au début 1947, quatre lignes sont supprimées. Plus aucun train n’a roulé sur ce réseau à partir de 1949 avec la fermeture de Toulouse-Boulogne-sur-Gesse.

## Lignes
En 1928, le réseau s'étendait sur 405 km :

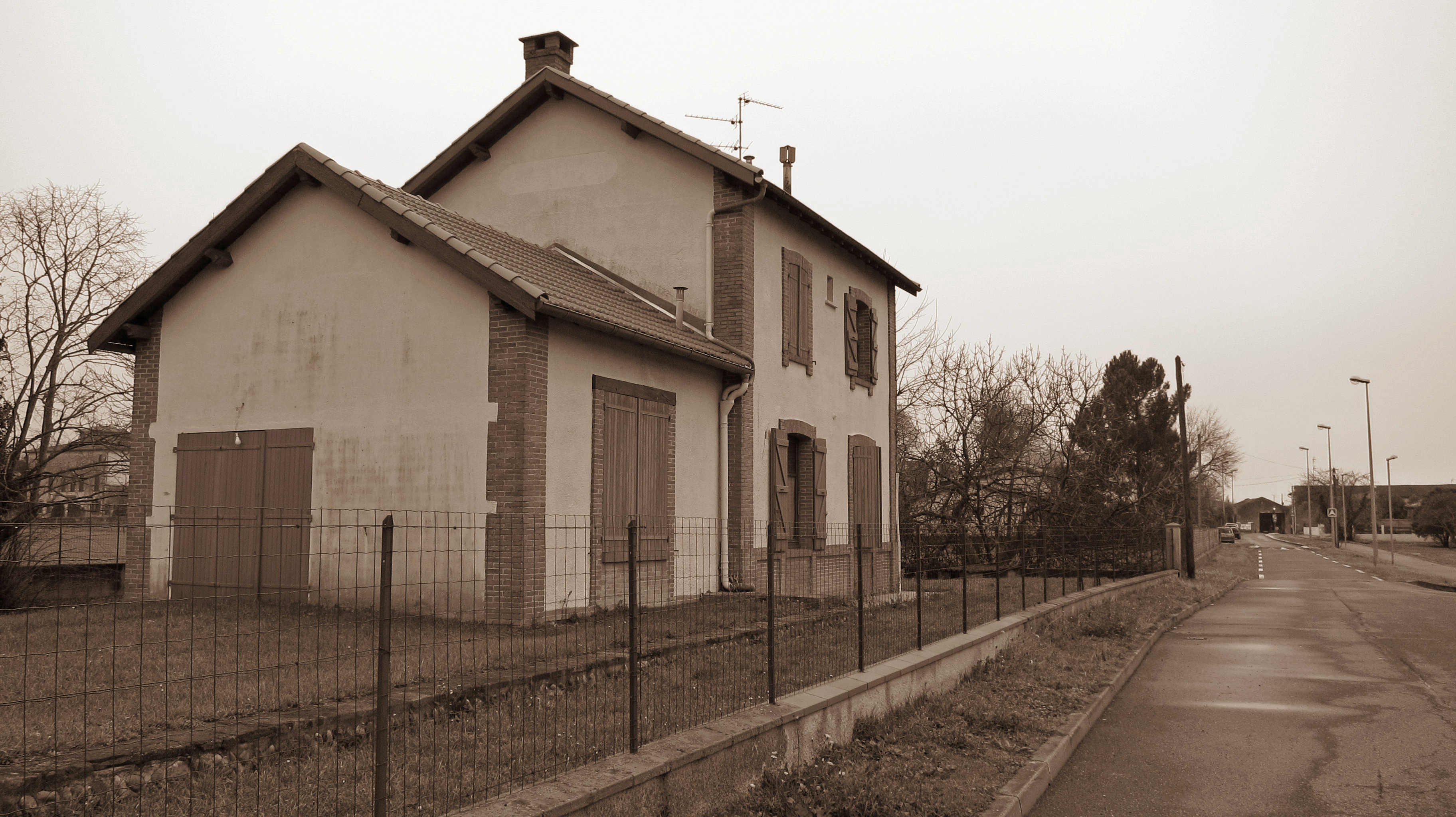
Ancienne gare de Launaguet

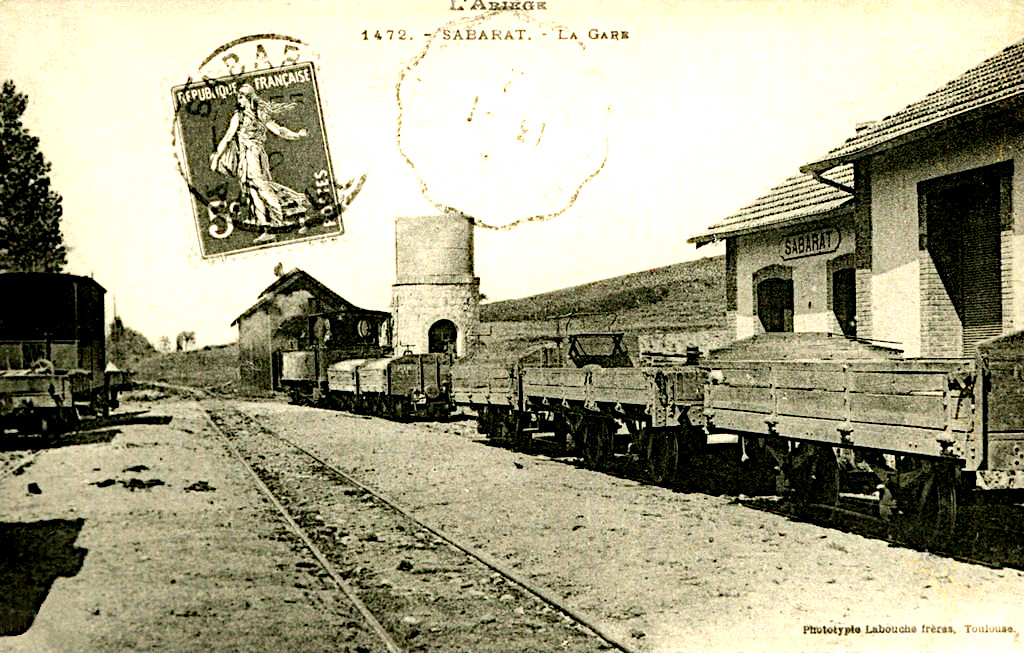
La gare de Sabarat, nœud ferroviaire des Chemins de fer du Sud-Ouest en Ariège de 1911 à 1938.

- ligne de Toulouse à Boulogne-sur-Gesse, depuis Toulouse-Roguet, Tournefeuille, Plaisance-du-Touch, Fonsorbes, Rieumes, Samatan, Lombez et Boulogne-sur-Gesse (98 km) : ouverture en 1900-1901[8] ;
  - embranchement de Fonsorbes à Sainte-Foy-de-Peyrolières, par Fonsorbes, Saint-Lys et Sainte-Foy-de-Peyrolières (7 km) : ouverture en 1901 ;

- ligne de Toulouse à Cadours, depuis Toulouse-Roguet, Cornebarrieu, Grenade et Cadours (48 km) : ouverture le 1er février 1903 de Toulouse à Grenade, et le 12 juillet 1903 jusqu'à Cadours[9],[10] ;
  - embranchement de Cornebarrieu à Lévignac, par Cornebarrieu et Lévignac (16 km) : ouverture en 1912 ;

- ligne de Toulouse à Sabarat, depuis Toulouse-Roguet, Saint-Simon, Cugnaux, Seysses, Muret, Saint-Sulpice-sur-Lèze et Sabarat (76 km) : ouverture entre 1905 et 1911 ;

- ligne de Carbonne au Mas-d'Azil, depuis Carbonne, Montesquieu-Volvestre, Sabarat et Le Mas-d'Azil (36 km) : ouverture entre 1907-1911 ;

- ligne de Toulouse à Revel, depuis Toulouse-Saint-Sauveur, Fonsegrives, Lanta, Caraman et Revel (52,6 km) : ouverture en 1906 ;
  - embranchement de Caraman à Maurens-Scopont, par Caraman, Loubens et Maurens-Scopont (9,7 km) : ouverture en 1907 de Caraman à Loubens, et en 1930 de Loubens à Maurens-Scopont ;

- ligne de Toulouse à Villemur-sur-Tarn, depuis Toulouse-Bonnefoy, Launaguet, Montberon, Cépet, Fronton et Villemur-sur-Tarn (41 km) : ouverture 1912[11] ;
  - embranchement de Toulouse-Bonnefoy à Toulouse-Pont-Matabiau) : ouverture en 1916 ;

- ligne de Saint-Gaudens à Aspet, depuis Saint-Gaudens et Aspet (21 km) : ouverture en 1906.

Dans Toulouse, les CFSO possédaient trois gares terminus :
- la gare de Roguet, située près de l'avenue Étienne-Billières (emplacement de l'actuelle cité Roguet, no 2 rue de Gascogne) ;
- la gare de Toulouse-Bonnefoy, remplacée à partir de 1916 par la gare de Pont-Matabiau, située près du canal du Midi et du pont de Matabiau, boulevard Pierre-Semard (actuel no 89) ;
- la gare de Saint-Sauveur, située près du canal du Midi, entre le port Saint-Sauveur et le pont des Demoiselles (emplacement des actuelles Archives départementales de la Haute-Garonne, no 11 boulevard Bernard-Griffoul-Dorval).

Les lignes du réseau de tramway de Toulouse assuraient la liaison entre ces gares, non reliées entre elles.

## Infrastructure
En 1928, le réseau était principalement constitué de voies en rails Vignole de 18 et 20 kg/m, d'une déclivité maximale de 40 mm/m et d'un rayon de courbe minimale de 75 m. Le gabarit du matériel roulant était large au plus de 2,20 m.

## Accidents
L'exploitation de ce réseau, comme tant d'autres, a été marquée par des accidents. La mémoire de l'un d'eux nous est parvenue. Il est survenu en juin 1916 à cause de la force du vent qui a fait dérailler le train no 52 sur la ligne de Toulouse à Revel, causant la mort d'une voyageuse.

## Fermeture des lignes
En 1936
- Saint-Gaudens - Aspet
- Toulouse -  Sabarat
- Carbonne - Mas d'Azil

En 1937
- Toulouse- Villemur
- Caraman - Loubens- Maurens-Scopont

En 1946
- Cornebarrieu - Levignac

En 1947
- Toulouse - Revel
- Toulouse - Grenade
- Grenade - Cadours

En 1949
- Toulouse - Boulogne sur Gesse

## Matériel roulant
- Locomotives:

No 1 à 6, type 030, Pinguely , 1901, poids à vide 19,4 tonnes,
No 10 à 11, type 030, Corpet-Louvet , 1911, N° constructeur 1194-1195,
No 21 à 23, type 030, Corpet-Louvet , 1902, N° constructeur 910-912, poids à vide 17 tonnes,
No 24 à 28, type 030, Corpet-Louvet , 1904, N° constructeur 1003-1007, poids à vide 17 tonnes,
No 29 à 30, type 030, Corpet-Louvet , 1905, N° constructeur 1027-1028,
No 31 à 32, type 030, Corpet-Louvet , 1905, N° constructeur 1054-1055, poids à vide 17 tonnes,
No 33, type 030, Corpet-Louvet , 1905, N° constructeur 1113, poids à vide 17 tonnes,
No 34 à 37, type 030, Corpet-Louvet , 1905, N° constructeur 1222-1225, poids à vide 17 tonnes,
No 38, type 030, Corpet-Louvet , 1905, N° constructeur 1300, poids à vide 17 tonnes,
No 39 à 41, type 030, Corpet-Louvet , 1911, N° constructeur 1380-1382, poids à vide 17 tonnes,
No 201 à 204, type 030, Corpet-Louvet , 1906, N° constructeur 1046-1049, poids à vide 21 tonnes,
No 205 à 207, type 030, Corpet-Louvet , 1911, N° constructeur 1384-1386, poids à vide 21 tonnes,
No 301, type 130, Corpet-Louvet , 1911, N° constructeur 1383, poids à vide 24.3 tonnes,
- Autorails:

No 1 à 11, De Dion 1934, type MT, moteur 105cv, Cet autorail est reproduit en modèle réduit.
N°  -  Automotrice électrique à accumulateurs, prototype conçu par De Dion et la firme italienne Rognini et Balbo de Milan,
No 1 à 6,  Automotrices électriques à accumulateurs, MAF, 1934
En 1928, la compagnie disposait de 36 locomotives-tenders à vapeur de 18 à 44,5 tonnes, 125 voitures à voyageurs et 433 wagons à marchandises.